# Bissell/Saison 2010
Dieser Artikel listet Erfolge und Mannschaft des Radsportteams Bissell in der Saison 2010 auf.

## Abgänge-Zugänge
| Zugänge         | Team 2009                          | Abgänge            | Team 2010               |
| --------------- | ---------------------------------- | ------------------ | ----------------------- |
| Kyle Wamsley    | Colavita/Sutter Home-Cooking Light | João Correia       | Cervélo TestTeam        |
| Shane Kline     | Kelly Benefit Strategies           | Tim Farbham        | Adageo Energy           |
| Patrick Bevin   | Neoprofi                           | Morgan Schmitt     | UnitedHealthcare-Maxxis |
| Ian Boswell     | Neoprofi                           | Tom Zirbel         | Dopingsperre            |
| Rob Britton     | Neoprofi                           | Seldon Deeny       | Unbekannt               |
| Daniel Holloway | Neoprofi                           | Graham Howard      | Unbekannt               |
| David Williams  | Neoprofi                           | Omar Kem           | Unbekannt               |
|                 |                                    | George Masters     | Unbekannt               |
|                 |                                    | Burke Swindlehurst | Unbekannt               |

## Mannschaft
| Name                | Geburtstag         | Nationalität       |
| ------------------- | ------------------ | ------------------ |
| Patrick Bevin       | 15. Februar 1991   | Neuseeland         |
| Ian Boswell         | 7. Februar 1991    | Vereinigte Staaten |
| Rob Britton         | 22. September 1984 | Kanada             |
| Daniel Holloway     | 21. Mai 1987       | Vereinigte Staaten |
| Andy Jacques-Maynes | 22. September 1978 | Vereinigte Staaten |
| Ben Jacques-Maynes  | 22. September 1978 | Vereinigte Staaten |
| Shane Kline         | 11. April 1989     | Vereinigte Staaten |
| Peter Latham        | 8. Januar 1984     | Neuseeland         |
| Paul Mach           | 15. März 1982      | Vereinigte Staaten |
| Cody O’Reilly       | 24. Januar 1988    | Vereinigte Staaten |
| Frank Pipp          | 22. Mai 1977       | Vereinigte Staaten |
| Jeremy Vennell      | 6. Oktober 1980    | Neuseeland         |
| Kyle Wamsley        | 1. März 1980       | Vereinigte Staaten |
| David Williams      | 19. Juni 1988      | Vereinigte Staaten |